# Крепостинский сельсовет
Крепостинский сельсовет — упразднённые административно-территориальная единица и муниципальное образование со статусом сельского поселения в составе Мокроусовского района Курганской области России. 
Административный центр — село Крепость.

## История
В соответствии с Законом Курганской области от 6 июля 2004 года № 419 сельсовет наделён статусом сельского поселения.
Законом Курганской области от 31 октября 2018 года N 126, в состав Мокроусовского сельсовета были включены все населённые пункты упразднённых Карпунинского и Крепостинского сельсоветов.

## Население
| 1989 | 2002 | 2010 | 2012 | 2013 | 2014 | 2015 |
| ---- | ---- | ---- | ---- | ---- | ---- | ---- |
| 289  | ↗535 | ↘430 | ↘427 | ↘423 | ↘417 | ↘413 |
| 2016 | 2017 | 2018 | 2019 |      |      |      |
| ↘409 | ↘395 | ↘391 | ↘388 |      |      |      |

## Состав сельского поселения
| № | Населённый пункт | Тип населённого пункта       | Население |
| - | ---------------- | ---------------------------- | --------- |
| 1 | Кокорево         | деревня                      | ↘103      |
| 2 | Крепость         | село, административный центр | ↘327      |